# シンダール語
シンダール語あるいはシンダリン（Sindarin）は、J・R・R・トールキンが開発した人工言語である。トールキンの神話では、かつて最も使われたエルフの言語だった。また、エルフの「大いなる旅」の後に残されたテレリであるシンダール（エゼル）の言語だった。共通テレリ語と呼ばれる初期の言語から派生した。ノルドールが中つ国に戻った時、生来のクウェンヤの方が美しいと考えたが、シンダール語を採用した。没落の前、ヌーメノールのほとんどの人間もまたこの言葉を使った。それについての知識はヌーメノールの亡国の民の王国ゴンドールの特に学識者の間で維持された。
もとは、ノルドール（エルフの第二の氏族）の言葉にしようと考えていたが（そのため、語源学的に名前もノルドール語(Noldorin)だった）、トールキンはその後シンダールの言語であると決定した。このために、古い資料ではノルドール語(Noldorin)と呼ばれている。ノルドール語をシンダール語にした時、さらに、それはもとは無関係なイルコール語(Ilkorin)のいくつかの特徴を採用した。トールキンは、いくらかウェールズ語に基づいてノルドール語/シンダール語の文法および音を作り、確かに、シンダール語にはケルト語を特徴づける音変異が多く見られる。
大概においてシンダール語の複数形は母音交替によって作られ、i-ウムラウトによって特徴づけられる。これはノルドール語ではprestanneth(母音変化)と呼ばれる。名詞の複数形は、英語のman/menやgoose/geeseのように母音を変化させて形成される。この母音変化は複数形標識の-īに起因する。これは一種の母音調和により他の母音を高舌・前舌にするものだが、後に語尾の-īは消失した。
シンダール語には複雑な一連の音変異がある。変異した単語の前に（冠詞あるいは前置詞のような）緊密に関連する言葉があると、変異した単語の最初の子音を変更する。しばしば、前置詞も変わる。さらに、変異が他の多くの場所（わずかな例をしめすと、合成語(mellyn「友達」からelvellyn)や、あるいは直接目的語の中で現れる）で生じる。
さらに、シンダール語動詞は全く複雑である。それぞれi-語幹およびa-語幹と呼ばれる強動詞と弱動詞がある。ちょうど英語の(またドイツ語)強動詞と弱動詞のように、強動詞は弱動詞より「不規則」である。シンダール語にはとても多くの不規則動詞がある。
シンダール語は、トールキンが十分に開発して本当に大きな文章を書ける二つの言語のうちの一つである（もう一つはクウェンヤ）。
第一紀に、シンダール語にはいくつかの方言があった。
- ドリアス語(Doriathrin)多くの古い形式を保存した言語。
- ファラス語(Falathrin)後にナルゴスロンドでも使った。
- 北シンダール語(North Sindarin)、もとはドルソニオンとヒスルムでシンダールが話した方言、これらの方言には多くの独特な言葉があり、本来のベレリアンドのシンダール語とは完全には分かりあえなかった。

ドルソニオンを例外として、方言はノルドール語の影響の下で変化し、クウェンヤの特徴と同様に、(言語を変更することを愛していた)ノルドールが考案した独特な音変化も多くを採リ入れた。ノルドールやシンダールがベレリアンドの戦役で散り散りになった後、はっきりした方言は消えた。パラール島やシリオンの河口の避難所では、新しい方言が、難民の間で発生し、それはファラス語に似ていた。第二紀および第三紀には、(シンダール語によって極度に影響を受けたアドゥーナイクAdûnaicの子孫である西方語の共通語に置き換えられるまで、シンダール語はすべてのエルフおよびそれらの友達のための混成国際語であった。